# Eustoma barkleyi
Eustoma barkleyi là một loài thực vật có hoa trong họ Long đởm. Loài này được Standl. ex Shinners mô tả khoa học đầu tiên năm 1957.